# John Mansfield (Politiker)
John Mansfield (* August 1822 in Minden, Monroe County, New York; † 6. Mai 1896 in Los Angeles, Kalifornien) war ein US-amerikanischer Politiker. Zwischen 1880 und 1883 war er Vizegouverneur des Bundesstaates Kalifornien.

## Werdegang
John Mansfield studierte Jura und praktizierte danach als Rechtsanwalt in Wisconsin. Zu Beginn des Bürgerkrieges stellte er eine Kompanie Freiwilliger aus Wisconsin zusammen, die er als Hauptmann befehligte. In den folgenden Jahren nahm er als Offizier im Heer der Union am Krieg teil. Er kämpfte in mehreren Schlachten und wurde auch verwundet. Zwischenzeitlich geriet er für einige Monate in Kriegsgefangenschaft. Am Ende des Krieges hatte er den Rang eines Brevet-Brigadegenerals erreicht. Später zog Mansfield nach Los Angeles, wo er sowohl juristisch als auch politisch tätig wurde. Er gehörte der Republikanischen Partei an und nahm in den Jahren 1878 und 1879 an einem Verfassungskonvent seines Staates teil. Im Juni 1880 war er Delegierter zur Republican National Convention in Chicago, auf der James A. Garfield als Präsidentschaftskandidat nominiert wurde.
Am 3. September 1879 wurde Mansfield an der Seite von George Clement Perkins zum Vizegouverneur von Kalifornien gewählt. Dieses Amt bekleidete er zwischen 1880 und 1883. Dabei war er Stellvertreter des Gouverneurs und Vorsitzender des Staatssenats. Er war auch Mitglied mehrerer Organisationen und Vereinigungen und Präsident der California Historical Society. John Mansfield starb am 6. Mai 1896 in Los Angeles.